# Hoya del Salobral
Hoya del Salobral (también llamada La Hoya del Salobral) es una localidad y pedanía española perteneciente al municipio de Noalejo, en la provincia de Jaén y comunidad autónoma de Andalucía. Está situada en el extremo suroccidental de la comarca de Sierra Mágina. A tan sólo 600 metros del límite con la provincia de Granada, cerca de esta localidad se encuentran los núcleos de Trujillos, Frailes y Ribera Alta.

## Demografía
Según el Instituto Nacional de Estadística de España, en el año 2018 Hoya del Salobral contaba con 188 habitantes censados.